# Bowling Green (Kentucky)
Bowling Green é uma cidade localizada no estado americano do Kentucky, no Condado de Warren.

## Geografia
De acordo com o United States Census Bureau, a cidade tem uma área de 98,7 km², dos quais 97,5 km² estão cobertos por terra e 0,8 km² por água.

### Localidades na vizinhança
O diagrama seguinte representa as localidades num raio de 28 km ao redor de Bowling Green. 

## Demografia
Segundo o censo nacional de 2010, a sua população é de 58 067 habitantes e sua densidade populacional é de 593,4 hab/km². É a terceira cidade mais populosa do estado. Possui 24 712 residências, que resulta em uma densidade de 252,55 residências/km².